# Noiron-sur-Bèze
Noiron-sur-Bèze é uma comuna francesa na região administrativa da Borgonha-Franco-Condado, no departamento de Côte-d'Or. Estende-se por uma área de 11,44 km². Em 2010 a comuna tinha 241 habitantes (densidade: 21,1 hab./km²).